# Pakel (Pule)
Pakel is een bestuurslaag in het regentschap Trenggalek van de provincie Oost-Java, Indonesië. Pakel telt 2843 inwoners (volkstelling 2010).